# Kováts Jenő (állatorvos)
Kováts Jenő (Lesencetomaj, 1921. március 10. – 2010. február 19.) címzetes egyetemi tanár, a Tolna megyei Állategészségügyi Állomás nyugalmazott igazgató-főállatorvosa, az állatorvos-tudomány kandidátusa, tartalékos őrnagy.

## Élete
Az elemi iskolát Zalaapátiban, gimnáziumi tanulmányait Zalaegerszegen végezte, jeles eredményű érettségivel, majd beiratkozott a József Nádor Műszaki és Gazdaságtudományi Egyetem állatorvosi osztályára. Állatorvosi diplomáját a kitelepítés idején Németországban, 1945-ben szerezte, majd 1946-ban Magyarországon is megvédte. Az 1940/41. tanévben demonstrátor volt az Anatómiai Tanszéken, 1943/44-ben pedig asszisztensként működött közre a Sebészeti és Szemészeti Klinikán.
1944-ben ismételt katonai behívások után novembertől katonai szolgálatot teljesített az I. önálló Fogatolt Vonatosztály Hantára kihelyezett 1. századánál, közel a móri frontszakaszhoz. 1945. január 2-án katonai kötelékben Németországba vitték, ahol a grafenwöhri Westlagerben további katonai kiképzésen vett részt. Innen március végén Bécsbe vezényelték, ahol a Rennweg-Kaserneben összetalálkozott a Budapestről kitelepített állatorvosi egyetemi tanszázad hallgatóival és professzoraival, és csatlakozott hozzájuk. Április 4-én a Bécset már támadó oroszok elől a tanszázaddal 360 kilométeres gyalogmenetben Bajorországba menekült.
Itt a Regen városka melletti Oberneumais nevű hegyi tanyán a tanszázadot kísérő professzorok előtt letette utolsó vizsgáját és kézhez vette állatorvosi diplomáját. Ezt amerikai hadifogság követte a schaldingi fogolytáborban és a Passau-Waldwerke Lagerben, ahol átvette a kimenekült ottani lóállomány kezelését. Erről hivatalos igazolást kapott. 1946 áprilisában tért haza. Kint szerzett diplomáját nem ismerték el, ezért újra vizsgázott és két hónappal később, 1946 júniusában átvette immáron a hazai állatorvosi diplomát is.

## Munkássága
Ezt követően volt magánállatorvos Csonkahegyháton (1946–1949), körállatorvos Pókaszepetken (1949–1952), járási főállatorvos Szécsényben (1952) és Pakson (1955– 1962), minisztériumi főállatorvos (1952–1955), megyei vezető főállatorvos, illetve a Tolna megyei Állategészségügyi Állomás igazgatója (1962–1981).
1981-ben vonult nyugdíjba. Mint nyugdíjas tudományos tanácsadója volt a Kaposvári Mezőgazdasági Főiskolának (1981–1991), szaktanácsadó a Magyar Tejiparnál (1986–1991). 1974-től oktatott az Állatorvostudományi Egyetemen, 1989-től a német nyelvű állatorvosképzésben az állatorvoslás történelme című tantantárgy előadója volt 2003-ig.
Öt alkalommal volt az államvizsga-bizottság tagja, ebből három esetben a bizottság elnöke. 1974 óta címzetes egyetemi docens, 1992-től címzetes egyetemi tanár. 1992-ben elnyerte az állatorvos-tudomány kandidátusa fokozatot.
1967-ben a Deutscher Akademischer Austauschdienst ösztöndíjával Nyugat-Németországban három hónapig a gümőkór elleni védekezést tanulmányozta (Heidelbergben és Münchenben), 1975-ben két hónapos tanulmányúton a dán Kulturális Minisztérium ösztöndíjával a mastitis elleni védekezésre irányuló kutatást végzett a ringstedi és holstebroi mastitis intézetekben. Rövidebb lélegzetű tanulmányutakat tett Lengyelországban, Jugoszláviában, Németországban, Ausztriában, Csehszlovákiában, Svájcban, Angliában. Meghívott előadó volt a bécsi Állatorvosi Egyetemen és a Hannoveri Állatorvosi Főiskolán. Előadó volt a nyugatnémet, a jugoszláv, a lengyel és a szlovák állatorvosok továbbképző tanfolyamán. Előadásokat tartott még Európa 11 országában, illetve hazánkban a megyei továbbképző összejöveteleken, a Gödöllői Agrártudományi Egyetemen, a Kaposvári Mezőgazdasági Főiskolán, a gyógyszerész és humán orvosi továbbképzőn stb. Az előadások tematikája: egyetemi előadásokon az állathigiéniai témakör, a gümőkór elleni védekezés, a mastitis elleni védekezés környezet-higiéniai vonatkozásai, az állatorvosi etika, és 14 éven át német nyelven az állatorvoslás történelme. 1986-ban megszervezte Magyarországon az Állatorvos-történeti Világszövetség 21. kongresszusát, melyen 24 ország tudósai vettek részt, 1981-ben pedig Szekszárdon Nemzetközi Zoonozis kongresszust, 14 ország részvételével. 1983-ban Kaposvárott nemzetközi mastitis kongresszust szervezett, amelyen a 14 országból érkezett szakemberek megalapították a Nemzetközi Mastitis Bizottság nevű szervezetet. Ennek első elnökévé választották. Kutatási témái főleg három területre összpontosultak. Kezdetben a gümőkór elleni védekezés, ezen belül az intravénás tuberkulin-próba kivitele és –elsőként a világon – az elbírálás módszerének a kidolgozása foglalkoztatta. A másik terület a mastitis elleni szervezett védekezés volt, annak is az addig figyelmen kívül hagyott tartáshigiéniai kérdései. E területen új laboratóriumi vizsgáló módszereket (csőpróba, vizsgáló készülék) dolgozott ki, és vizsgálat az ehhez a munkához szükséges gyógyszereket és fertőtlenítő anyagokat. Végül az állatorvoslás történelmének a tanulmányozása kötötte le az ókortól a 20. századig. Számos addig nem ismert adatot derített fel és közölt hazai és külföldi szaklapokban, kongresszusokon. A témáról könyvei születtek. Szakirodalmi munkájának gyümölcse 7 könyv (ebből kettő német nyelven), és társszerzőkkel további öt kötet. Tudományos közleményeinek a száma 102, ebből 30 külföldi szaklapokban. Két német szakkönyvet fordított magyarra és egy magyart németre. 43 könyvismertetőt és 14 kongresszusi beszámolót adott közre. Oktató filmet készített a tőgygyulladások elleni védekezésről, mellyel a Thessalonikiben tartott Állatorvos Világkongresszuson diplomát nyert. Számos kongresszuson vett részt. Az Állatorvos-történeti Világszövetség 11 kongresszusán szerepelt előadóként, szekcióülés elnökként és kétszer a megnyitó ülés elnökeként. Két alkalommal vett részt az Állatorvos Világkongresszuson, három alkalommal az International Congress on Mastitis Control összejövetelein, négyszer a Nemzetközi Állathigiéniai Egyesület kongresszusán és öt más kongresszuson. 1981-től több évtizeden át képviselte a magyar állatorvosokat és az egyetemet az Állatorvostörténeti Világszövetségben, tíz évig, mint az elnökség tanácsadó testületének a tagja. Az International Committee on Mastitis Control nemzetközi tudományos egyesület első elnöke, majd alelnöke (1983) volt. Tagja volt az Amerikai Állatorvos-történeti Társaságnak, a Magyar 3 Tudományos Akadémia köztestületének, a New York-i Tudományos Akadémiának. Többek között a Magyar Állatorvosok Társaságának négy éven át alelnöke, 3 éven át titkára, a TIT Tolna megyei szervezetének 14 éven át elnöke, a Magyar Állathigiéniai és Környezetvédelmi Társaság alapító tagja, a Magyar Állatorvos-történeti Társaságnak 1994 óta titkára volt.

## Fontosabb tudományos kitüntetései
Hutӱra-, Bugát-, Manninger-, Tolnay-emlékérem
A magyar állatorvosi felsőoktatás 200 éves jubileumi emlékérme
Az Életfa-emlékérem ezüst fokozata
A Magyar Állathigiéniai és Környezetvédelmi Társaság emlékplakettje
Az Állatorvos-történeti Világszövetség legmagasabb kitüntetése, a Cheiron medal
Négyszer a mezőgazdaság kiváló dolgozója
Két lengyel és egy csehszlovák kitüntetés, elismerő oklevelek

## Fontosabb társadalmi kitüntetések
A Magyar Agrártudományi Egyesület aranykoszorús jelvénye
TIT „kiváló ismeretterjesztő” plakett
A Honvédelmi Érdemérem mindhárom fokozata
A Munkaérdemrend ezüst fokozata
Szekszárd város Pro Urbe-díja
Magyar Köztársasági Érdemrend tiszti keresztje 
METESZ emlékplakett, aranydiploma (1996)

## Művei

### Emlékezel
A magyar nyelv gazdag tárházának egyik legszebb kifejezése az „Emlékezel”-szó. Egy életen keresztül nyitott szemmel, élénk kíváncsisággal gyűjtjük az emlékeket, tapasztalatokat, élményeket, jókat és rosszakat egyaránt. És amikor évtizedek múltán leülünk a karosszékbe, behunyjuk szemünket és visszagondolunk, vagy baráti beszélgetések során feltesszük a mindig visszatérő kérdést „Emlékezel”, akkor értékeljük azt a csodálatos kincset, amit ezen szó fogalmában összegyűjtöttünk, és amelyre oly kellemes visszaemlékezni. Ezért tartom csodálatos kifejezésnek az „Emlékezel” szót.
Felidézzük ezzel szép és kellemes emlékeinket, csodás úti élményeket, szakmai rendezvényeket, sajáttervezte kirándulásokat, újra megcsodáljuk az egykor látott kulturális és művészeti alkotásokat, a természet tárháza nyújtotta feledhetetlen látnivalókat. De emlékezünk kellemetlen esetekre, csalódásokra is. Az emberi természet Istenadta tulajdonsága következtében azonban ezek emléke mindinkább halványul, míg a szép fennen ragyog. És ezeknek tudunk örülni, mert életünk egy részét képezték és képezik ma is. És természetesen emlékezünk ismerősökre, barátokra, kiváló tudósokra, akikkel alkalmunk volt az elmúlt évtizedek során kapcsolatot teremteni.
De az egyszerű emlékezésen túl kincset is jelent az a hatalmas tudás és tapasztalat is, melyet az „Emlékezel” szó magában rejt. Mert nem elég csak nézni, tekintgetni, meg kell látni az utcán heverő aranyat és bizony le is kell érte hajolni. És ezzel olyan kincset gyűjthetünk magunknak, mely Kölcsey szavaival élve „az élet minden szakában, a szerencse minden változásában gazdag táplálékot nyújt lelkünknek”. És ez a kincs a miénk, ezt nem veheti el tőlünk senki. Ez kultúránk része marad mindig, mely hatalom és melynek ereje döntőbb minden egyéb pillanatnyi fölénynél. Ideillik Verulami Baco találó mondása: „Veszendő minden földi kincs, Szellem az s mit ez bír, annak rablója nincs”.
Ezért ültem neki öreg fejjel papírra vetni egyrészt a 2. világháborúban átélt élményeimet, majd a kezdetben nehéz, de évtizedek során lassan javuló körülmények közötti további emlékeimet. Szerepelnek ebben hazai események, de külföldi tanulmányutak, kongresszusok, sőt nyaralások és belecsempésztem egy gyermekkori emlékemet is.
Bár a hátteret mindenütt választott hivatásom, az állatorvos-tudomány képezte, messze kerültem a kísértést, hogy a tisztelt olvasót szakmai fejtegetésekkel terheljem. Mindössze egy fejezet szakmai jellegű, de témájánál fogva az is inkább szórakoztató.

### Dr. Kováts Jenő és Dr. Korzenszky Emőd Az Állategészségügyi igazgatásról
Szerzők a magyar állat-egészségügyi igazgatás alakulását kísérik végig nagy figyelemmel és odaadással az 1867-es kiegyezéstől a 21. század elejéig. A kereken 140 esztendőt felölelő időszak tárgyalása két, egymástól alapvetően eltérő megvilágítást igényel.
Az első periódusban, a kiegyezés után le kellett rakni a magyar állat-egészségügyi igazgatás alapjait és megteremteni ennek törvényi alátámasztását. Ezt jelentette az első állat-egészségügyi törvény, az 1888. évi VII. törvénycikk az állat-egészségügy rendezéséről és a m.kir. állatorvosi szolgálat megteremtéséről. Ez a nagy jelentőségű, kiváló jogalkotás a megjelenésétől mintegy 60 évig volt hatályban. Ezen időszak alatt kialakult az állat-egészségügyi igazgatásnak egy viszonylag nyugodt, kiegyensúlyozott, jól bejáratott formája. Ezen hosszú időszak során mindössze egyetlen átfogó, alapvető állat-egészségügyi törvény, az 1928. évi XIX. törvény és annak végrehajtási utasítása, a 100.000/1932. FM számú rendelet látott napvilágot. Erre is elsősorban az állatorvos-tudomány nagymérvű fejlődése következtében volt szükség. Így a 20. század első felében egységes felfogás uralta az állat-egészségügyi igazgatást. Ez meglátszik a könyv első három fejezetén is.
Ettől merőben eltér a század második felének állat-egészségügyi igazgatása. Ebben az időszakban egymás után nyolc alapvető, számos változást hozó, az előző kor előírásait sokszor figyelmen kívül hagyó állat-egészségügyi rendelkezés lépett hatályba. Ezek megjelenésében szerepet játszott a vesztes 2. világháború után a mezőgazdaságban és ezen belül az állat-egészségügyi igazgatásban kialakult, problémákkal terhelt időszak, a gyakran változó politikai helyzet, a mezőgazdaság nagyüzemi átszervezése, a század végén az Európai Unióba történő belépésre való felkészülés. Mindezek a folyamatok esetenként pozitív, de igen gyakran negatív hatással voltak az állat-egészségügyi igazgatás alakulására. Gyakori mélypontok és ritkább csúcsok váltották egymást az idők folyamán.
Ez természetesen a könyv második felének megírási módját is alaposan befolyásolta.